# Ben Woodside
Ben Woodside, né le 1er juillet 1985 à Albert Lea, est un joueur américain de basket-ball. Il occupe le poste de meneur.

## Biographie

### Ses débuts aux États-Unis
Formé à l'université d'État du Dakota du Nord en championnat NCAA, Ben Woodside se forge une belle réputation aux États-Unis. En effet, après trois années passées chez les juniors, il intègre l'équipe senior en 2008 et finit la saison sur de très belles statistiques avec 23,2 points, 3,2 rebonds et 6,2 passes décisives de moyenne. Il entre même dans l'histoire du basket-ball universitaire américain le 12 décembre 2008. Ce soir-là, il est le premier joueur universitaire de la décennie à marquer soixante points dans une même rencontre et en profite aussi pour effacer l'un des records du légendaire « Pistol » Pete Maravich en convertissant trente de ses trente-cinq lancers francs. Woodside se révèle bon sur tous les tableaux, en terminant à la sixième place du classement des marqueurs et à la treizième de celui de passeurs. Mieux, il emmène son équipe jusqu'au tournoi final, mais s'incline lors du premier tour face aux Jayhawks du Kansas malgré ses trente-sept points.
À l'été 2009, il rejoint les Timberwolves du Minnesota pour une semaine, lors de leur stage à Las Vegas.

### Révélé en Europe grâce au BCM Gravelines Dunkerque
Non drafté en NBA, Woodside signe quelques semaines plus tard et pour une année au BCM Gravelines Dunkerque. Dès son arrivée, il se montre décisif et effectue de belles prestations,. Il est même sélectionné pour le All-Star Game en tant que remplaçant. Meilleur marqueur de son équipe, il l'emmène jusqu'aux demi-finales du championnat. Contre Cholet, Gravelines s'impose lors du premier match à l'extérieur, puis s'incline lors des deux rencontres suivantes. Woodside prolonge son contrat d'une année et voit le BCM se renforcer considérablement à l’inter-saison. Annoncé comme l'un des favoris par les observateurs du basket-ball français, Gravelines et son Américain ne déçoivent pas lors de la première partie de saison 2010-2011 et sortent même vainqueurs de la Semaine des As. Cependant, la suite du championnat est plus compliquée et Woodside se montre moins performant. Ciblé par ses adversaires, il déjoue et manque cruellement à son équipe lors des play-offs. Comme lors de la saison précédente, le BCM Gravelines Dunkerque s'arrête aux portes de la finale.

### Parcours en Slovénie puis en Géorgie
Convoité par de nombreuses équipes à l'été 2011, Woodside choisit de rejoindre l'Union Olimpija en Slovénie, qui dispute l'édition 2011-2012 de l'Euroligue. En mauvaise position en coupe européenne, l'Union connaît aussi de graves problèmes financiers qui l'empêche de payer ses joueurs. Woodside, qui tournait à seulement 6,0 points et 1,9 passe de moyenne en Euroligue et à 8,6 points et 3,2 passes sur ses dix rencontres de Ligue adriatique, décide alors de quitter la Slovénie.
Quelques jours plus tard, il s'engage avec le BC Armia en Géorgie, équipe qui joue l'EuroChallenge.

## Palmarès
- Vainqueur de la Semaine des As : 2011